# Provinz Oxapampa

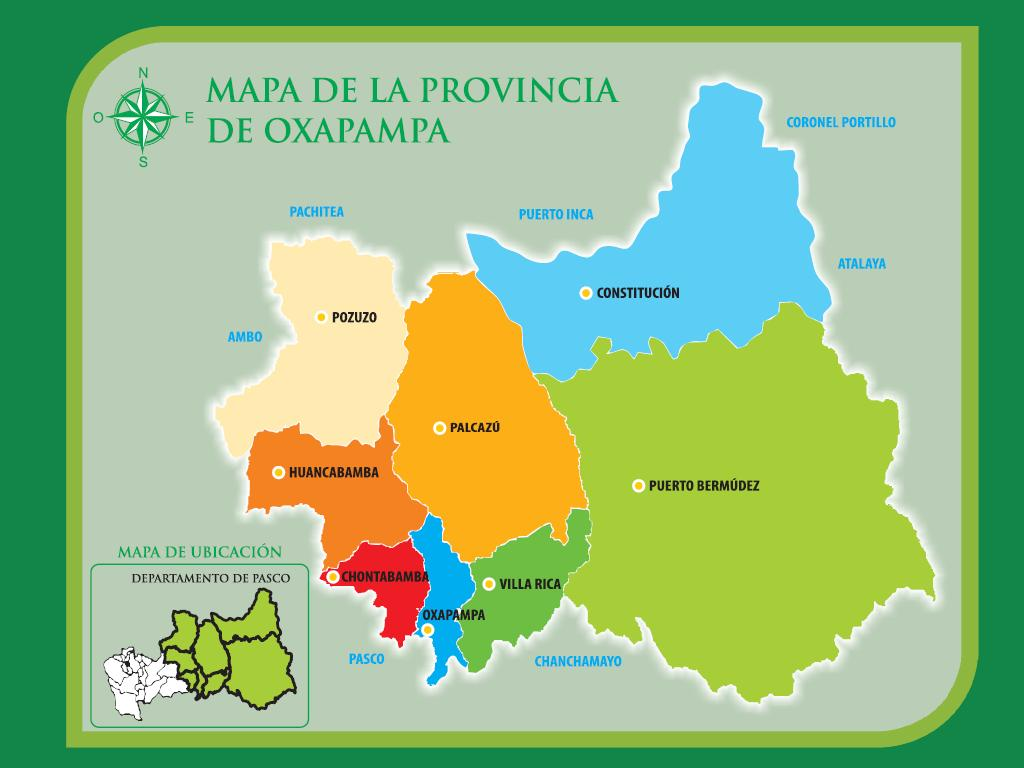
Lage der Distrikte

Die Provinz Oxapampa ist eine der drei peruanischen Provinzen, die zusammen die Region Pasco bilden. Die Provinzhauptstadt ist Oxapampa. Die Provinz wurde am 27. November 1944 offiziell registriert. Viele ihrer Einwohner sind Nachkommen preußischer und österreichischer Einwanderer. Die Provinz Oxapampa erstreckt sich über 18.673,79 km². Bei der Volkszählung 2017 wurden 87.470 Einwohner gezählt, 10 Jahre zuvor waren es noch 81.929.

## Geographische Lage
Die Provinz erstreckt sich über die vorandine Region zwischen der peruanischen Zentralkordillere im Westen und dem Sira-Gebirge im Osten. Das Gebiet wird von dem Fluss Río Pachitea zum Río Ucayali hin entwässert.

## Ethnien und Sprachen
Die wichtigsten indigenen Ethnien sind die Yanesha, Asháninka und Ashéninka, die alle Arawak-Sprachen sprechen, unter ihnen die Asháninka-Sprache. Der Name Oxapampa stammt allerdings aus dem Quechua, genauer aus dem in der Region Pasco gesprochenen Yaru-Quechua, und setzt sich aus den Wörtern „Stroh“ bzw. „Gras“ (uqsha) und „Ebene“ (pampa) zusammen. Er kann übersetzt werden als „mit Gras bewachsene Ebene“. Ab 1857 kamen in die Region deutschsprachige Siedler aus Tirol und dem Königreich Preußen. Hinzu kamen die heute prägenden mestizischen, spanischsprachigen Siedler aus anderen Teilen Perus. So wird neben der Amtssprache Spanisch und den indigenen Sprachen Quechua, Yanasha, Ashánika und Ashéninka auch noch Deutsch gesprochen.

## Verwaltungsgliederung
Die Provinz Oxapampa gliedert sich in folgende acht Distrikte. Der Distrikt Oxapampa ist Sitz der Provinzverwaltung.
| Distrikt        | Verwaltungssitz     |
| --------------- | ------------------- |
| Chontabamba     | Chontabamba         |
| Constitución    | Ciudad Constitución |
| Huancabamba     | Huancabamba         |
| Oxapampa        | Oxapampa            |
| Palcazú         | Iscozacín           |
| Pozuzo          | Pozuzo              |
| Puerto Bermúdez | Puerto Bermúdez     |
| Villa Rica      | Villa Rica          |